# ردود الفعل الدولية على الاحتجاجات البحرينية 2011
تشمل ردود الفعل الدولية على الاحتجاجات البحرينية 2011 على ردود المنظمات الدولية والمنظمات غير الحكومية والمؤسسات الإعلامية والحكومات والجماهير للدول ذات السيادة على الاحتجاجات في مملكة البحرين خلال الربيع العربي. موقف الجزيرة الصغيرة في الخليج العربي لا يعتبر مفتاحا معتبرا للقوة الإقليمية بل يحدد أيضا الموقف الجغرافي الاستراتيجي كمنطقة عازلة بين العالم العربي وإيران وبالتالي فإن التداخل في الآثار الجيوسياسية والجيوستراتيجية تساعد في تفسير الاستجابات الدولية للاحتجاجات في البحرين. وفقا لذلك كدولة ما بين السعودية وإيران فإن السياسة المحلية في البحرين تتشكل حسب القوى والمتغيرات الإقليمية التي تحدد استجابة البلاد للضغوط الداخلية والخارجية.

## المنظمات الدولية
- قال روبرت كوبر المستشار الأول لرئيسة الشؤون الخارجية في الاتحاد الأوروبي كاترين أشتون: «أصبح الوضع لا يطاق في هذه الجزيرة الصغيرة. من حق السلطات المحلية استعادة الهدوء والنظام وهذا ما فعلوه ولكن عن طريق الحوار».
- وافق أعضاء مجلس التعاون لدول الخليج العربية على خطة المارشال وهي مساعدة البحرين ماليا بتحويل 10 مليارات دولار أمريكي (3.78 مليار دينار بحريني) لرفع مستوى الإسكان والبنية التحتية على مدى عشر سنوات. تم الاتفاق على منح الأولوية لمواطني المجلس في التعاقدات. قال بيان صادر في 10 مارس 2011 من وزير خارجية دولة الإمارات العربية المتحدة ودول مجلس التعاون الخليجي أنهم يؤيدون الحوار الوطني الذي دعا إلى ولي العهد البحريني. وصل جنود من قوات درع الجزيرة للبحرين كجزء من جهود دول المجلس لقمع الاحتجاجات في 14 مارس 2011.
- قالت المفوضية السامية للأمم المتحدة لحقوق الإنسان نافانيثيم بيلاي أن استيلاء قوات الأمن على أي مرافق طبية كان انتهاكا صارخا للقانون الدولي. وهناك أيضا تقارير عن اعتقالات تعسفية وقتل وضرب المتظاهرين والعاملين في المجال الطبي والاستيلاء على المستشفيات والمراكز الطبية من قبل قوات الأمن المختلفة. هذا السلوك مروع وغير قانوني. أفادت التقارير المنشورة أن بيلاي اعترفت في يونيو 2011 أن بعض المعلومات التي وردت للأمم المتحدة حول التطورات في البحرين غير صحيح معترفة بأن الوضع في البحرين كان مختلفا وبالتالي لا تضاهى للاضطرابات الجارية في بلدان أخرى في المنطقة. ثم نشرت بيلاي بيانا تفيد أنها تود أن توضح أن الاجتماع يوم الجمعة مع وزيرة التنمية الاجتماعية والقائم بأعمال وزيرة الصحة الدكتورة فاطمة البلوشي وثلاثة مسؤولين حكوميين آخرين البحرين قد تم تحريفه بشكل فاضح في تقرير صادر عن وكالة أنباء البحرين وتابعت أن التقرير السابق ذكر في عدة صحف محلية مثل أخبار الخليج وغلف ديلي نيوز وحتى من قبل بعض المسؤولين في الحكومة السريلانكية لأغراض خاصة بهم. أعربت بيلاي عن طموحها في تعاون مملكة البحرين لضمان صحة المعلومات التي تصل إليهم. أعربت بيلاي أيضا عن تفائلها في مشاريع الملك حمد الإصلاحية.

## الدول
- مصر: أبدى وزير الخارجية نبيل العربي دعمه للحكومة البحرينية أمام الاحتاجاجات التي كانت مدبرة من قبل إيران على أنها تهديد للأمن القومي في 5 أبريل 2011: «الاستقرار وعروبة الدول العربية في الخليج العربي هو خط أحمر بالنسبة لمصر ومصر ترفض أي التعدي على ممتلكات الغير». وأعرب عن دعمه لتدخل دول مجلس التعاون الخليجي بأنه «إعطاء التطبيق العملي لمفهوم الأمن الجماعي في منطقة الخليج العربي».
- إيران: أصدرت لجنة الأمن القومي والسياسة الخارجية في مجلس الشورى الإسلامي بيانا يدعم الاحتجاجات محملا الولايات المتحدة استدعاء مرتزقيها الإقليميين للتدخل داعيا المملكة العربية السعودية ودولة الإمارات العربية المتحدة لسحب قواتها فورا من البحرين والحث على اتخاذ إجراءات جدية من قبل منظمة التعاون الإسلامي. قال الرئيس الإيراني محمود أحمدي نجاد عن تدخل قوات السعودية والإمارات بالتجربة الكريهة جدا وسوف يتم تحميل الولايات المتحدة مسؤولة هذا التدخل وأنه اليوم نشهد درجة الضغط المفروضة على غالبية الشعب في البحرين. إن ما حدث هو سيء وغير مبرر ولا يمكن إصلاحه. ناقش وزير الخارجية علي أكبر صالحي الأزمة مع الأمم المتحدة ومسئولي جامعة الدول العربية وأعرب عن قلقه بشأن استخدام العنف ضد حركة سلمية وذكر اعتراض إيران أيضا على وجود القوات الأجنبية في البلاد. استدعت البحرين سفيرها في طهران للتشاور وردت إيران بالمثل باستدعاء سفيرها في المنامة مشيرا إلى الحملة على المحتجين الذي يتكون معظمهم من الشيعة. كذلك شجب نشر قوة أمنية من الدول العربية في الخليج العربي تقودها السعودية لتدعيم النظام الملكي السني واشتكت إيران لدى الأمم المتحدة بشأن الحملة الامنية وطلبت من دول الجوار حث السعودية على سحب قواتها. في 19 مارس 2011 رجم مجموعة من المتظاهرين الإيرانيين القنصلية السعودية في مدينة مشهد بشمال شرق البلاد للاحتجاج على قتل الشيعة في البحرين وفي 20 مارس استدعت إيران القائم بالاعمال البحريني وأمرت بطرد دبلوماسي بحريني واحد.
- العراق: صرح رئيس الوزراء العراقي نوري المالكي انه يشعر بالقلق من تدخل القوات الأجنبية الذي سوف يعقد القضايا بدلا من حلها وناشد آية الله العظمى علي الحسيني السيستاني الذي يوجد مقره في النجف بالعراق السلطات البحرينية لوقف العنف ضد المواطنين العزل".
- إسرائيل: قال رئيس وزراء دولة إسرائيل بنيامين نتانياهو إنه لم يتفاجأ من التدخل العسكري السعودي في البحرين قائلا: «أعتقد أنهم قلقون من الاستيلاء الإيراني المحتمل للبحرين الذي من شأنه أن يضع إيران على نحو فعّال على مسافة بصقة من شبه الجزيرة العربية وتعمل المملكة العربية السعودية على حماية مصالحها الخاصة ولكن هناك اهتمام عالمي كبير جدا في التأكد من سلامة آبار النفط في العالم وأن أكبر احتياطي من إمدادات النفط في العالم لا يقع في أيدي إيرانية أو موالية لإيران».
- الكويت: عرض الأمير صباح الأحمد الجابر الصباح التوسط في النزاع بين الحكومة البحرينية والمعارضة حيث قبلت جمعية الوفاق الوطني الإسلامية المعارضة الشيعية العرض بينما رفضت الحكومة البحرينية بشكل قاطع في 28 مارس 2011. في وقت لاحق أرسلت الكويت قوتها البحرية لحماية المياه البحرينية ضد أي تهديد محتمل من إيران.
- لبنان: الحزب السياسي الشيعي حزب الله انتقد إرسال القوات الإمارات والسعودية للبحرين ودعا الأمين العام لحزب الله حسن نصر الله في وقت لاحق الحملة العسكرية بأنها ظلم خاص وأنه: «سئلت البعض في العالمين العربي والإسلامي: لماذا صمتم إزاء الطغيان ضد شعبنا في البحرين، هل لأنهم شيعة؟» وألقى حزب الله باللوم على وزير الدفاع الأمريكي روبرت غيتس بأن زيارته للبحرين تزامنت مع الحملة العسكرية. اشتكت البحرين رسميا للحكومة اللبنانية بسبب انتقادات حزب الله. اتصل الرئيس اللبناني ميشال سليمان بالملك حمد وطلب منه ضمان سلامة المغتربين اللبنانيين في البحرين الذي أعربوا عن قلقهم إزاء مواجهة انتقام محتمل بسبب تصريحات نصر الله.
- ماليزيا: في منتصف مايو 2011 أبدى رئيس الوزراء نجيب تون عبد الرزاق تطوعه لإرسال قوات ماليزية كجزء من بعثة حفظ السلام في البحرين. ومع ذلك أعرب نجيب عن دعمه لدور المملكة العربية السعودية في تدخل دول مجلس التعاون الخليجي في البحرين ولم يكن من الواضح ما إذا كان نجيب يشير إلى إنشاء قوة حفظ سلام جديدة أو اقتراح مشاركة ماليزيين في قوة درع الجزيرة للحفاظ على الأمن في البحرين.
- نيوزيلندا: ذكر وزير الشؤون الخارجية موراي ماكولي بشكل موجز عن الأحداث في البحرين في خطاب ألقاه في 2 أغسطس 2011: «التوازن الزجاجي يبدو نصفه كامل فيما يتعلق بمصر والبحرين وتونس» مشيرا إلى التغييرات الإيجابية في المشهد السياسي في الشرق الأوسط.
- عمان: تعاملت السلطنة باهتمام منخفض حول الأزمة في البحرين مقارنة بباقي الدول الأعضاء في مجلس التعاون الخليجي. ومع ذلك فإن الحكومة العمانية دعمت إرسال قوات درع الجزيرة إلى البحرين وأعرب الملك حمد عن شكره لوزير الداخلية حمود بن فيصل البوسعيدي ل«دعم السلطان قابوس بن سعيد أمن البحرين واستقرارها». ذكرت وسائل الإعلام البحرينية أن البوسعيدي عندما كان في زيارة إلى البحرين صلى إلى «الله سبحانه وتعالى لحماية البحرين وشعبها ويبارك فيه بالأمن والاستقرار». لكن في أوائل عام 2012 بدا أن الحكومة العمانية تدعم المعارضة البحرينية. قال أمين عام جامعة الدول العربية نبيل العربي أن «مطالب المعارضة البحرينية مشروعة ويجب الوفاء بها قبل أن تصل الأمور إلى الطريق الصعب».
- باكستان: في أواخر شهر مارس 2011 وقبل ثلاثة أشهر ونصف من تعيينها في منصب وزيرة الخارجية الباكستانية التق حنا رباني خار مع وزير الخارجية البحريني خالد بن أحمد بن محمد آل خليفة و «أعربت عن ثقتها بأن البحرين سوف تكون قادرة على التغلب على الصعوبات الحالية بروح الأمن والسلام والمصالحة» داعمة الجهود الملكية لعقد حوار وطني وتفيد عن دعم باكستان «للمصالحة». الرئيس الباكستاني آصف علي زرداري الذي يتمتع بعلاقة وثيقة مع حكام البحرين أعرب عن دعمه لحكومة البحرين خلال الأزمة. قال زرداري متحدثا باسم الحكومة الباكستانية يوم 29 مارس أنه كان قلقا بشأن عدم الاستقرار في المنطقة الناتج عن الاضطرابات في البحرين في إشارة إلى الاحتجاجات وأنه يعتقد بأن العلاقات وثيقة بين إسلام اباد والمنامة. سمحت باكستان لعدة آلاف من المتقاعدين العسكريين للانضمام إلى تدخل دول مجلس التعاون الخليجي في البحرين بناء على طلب من المملكة العربية السعودية.
- قطر: دافع رئيس الوزراء حمد بن جاسم بن جبر آل ثاني عن محاولات الحكومة البحرينية لترتيب حوار وطني بأنه «محاولة صادقة ينبغي التمسك بها بشكل جيد من قبل جميع الأطراف» في 14 مارس 2011. أعلنت قطر عن مساهمتها من القوات إلى درع الجزيرة في البحرين بعد عدة أيام.
- روسيا: أصدرت وزارة الخارجية الروسية بيانا في 23 مارس 2012 قائلا ان موسكو ترى الحوار الوطني في البلاد «باعتباره الوسيلة الممكنة لتسوية المشاكل القائمة في المجتمع البحريني». اقترح ممثل روسيا لدى الأمم المتحدة يوم 9 أغسطس أن الأزمة في البحرين يمكن أن تضاف إلى جدول أعمال المنظمة الدولية.
- السعودية: أعلن مسؤول سعودي أن «هذا الخروج غير مسؤول لن يكون جيدا لأي أحد بل سيكون له سلبيات لشعب البحرين». كانت المملكة العربية السعودية مساهما رئيسيا في درع الجزيرة الذراع العسكري لمجلس التعاون الخليجي في تدخلها في البحرين. الملك عبد الله بن عبد العزيز آل سعود في 19 أبريل 2011 قال: «المملكة العربية السعودية بمساعدة من دول مجلس التعاون الخليجي دائمة التأكد لسيادة الدول ضد أي تدخل الخارجي». انحازت الحكومة السعودية مع قادة البحرين منتقدة تكتيكات المعارضة وإلقاء اللوم على قوة منافستها إيران التي من المفترض أنها من قامت بالتحريض وتوجيه الاحتجاجات.
- تركيا: ردت الحكومة بحذر على الاحتجاجات معربة عن مخاوفها القليلة مقارنة بالانتفاضات في ليبيا وسوريا. أصدرت وزارة الخارجية بيانا قالت فيه جزئيا: «إننا نناشد جميع الأطراف في البحرين إلى الامتناع عن العنف». رحب مسؤولون أتراك عن علامات الرغبة في الإصلاح من جانب حكام البحرين. ردا على تدخل دول مجلس التعاون الخليجي فقد دافعوا عن حق دول مجلس التعاون الخليجي على العمل بشكل متحد ولكنهم لاحظوا: «من المقلق للغاية أن العنف بين المتظاهرين وقوات الأمن زاد في أعقاب هذا الانتشار». تحدث وزير الخارجية التركي أحمد داوود أوغلو مع نظرائه في البحرين وإيران والمملكة العربية السعودية في محاولة لحل الأزمة من خلال الدبلوماسية وشجعت الحكومة والمعارضة إلى الامتناع عن العنف والدخول في حوار. أعيد النظر في الوضع في منتصف مايو عندما قال المتحدث الرسمي محمد علي شاهين ان تركيا راضية عن التطورات في البحرين وأجاب عن امتنان نظيره البحريني لدور تركيا في الوساطة بالقول إن حكومته سوف تكون متاحة للتدخل مرة أخرى إذا لزم الأمر.
- الإمارات: تعهد الرئيس خليفة بن زايد آل نهيان بدعم كامل من دولة الإمارات العربية المتحدة للنظام البحريني في مواجهة الاحتجاجات الكبرى وفي 14 مارس 2011 حث أنور قرقاش وزير الدولة للشؤون الخارجية المعارضة البحرينية إلى الالتزام بحوار غير مشروط مع الحكومة. كما ساهمت دولة الإمارات العربية المتحدة فيما لا يقل عن 500 من رجال الشرطة للقوة الأمنية المشتركة لدول مجلس التعاون الخليجي في البحرين.
- المملكة المتحدة: قال وزير الخارجية ويليام هيغ انه يشعر ب«قلق عميق» من قبل «العنف غير المقبول» المستخدم ضد المتظاهرين واتهم الحكومة البريطانية بتوفير الأسلحة للأنظمة العربية في حين أن حكومتهم تقمع المظاهرات. ثم أعلن أنه في ضوء الاضطرابات قرر الغاء بعض تراخيص تصدير الأسلحة إلى البحرين مشيرا إلى أن «التراخيص لن تصدر عندما يحكم المسؤولون أن هناك خطر من أن الصادرات قد تثير الصراعات الإقليمية أو الداخلية أو تستخدم لتسهيل القمع الداخلي».
- الولايات المتحدة: قال الرئيس الأمريكي باراك اوباما انه يشعر ب«قلق عميق» بسبب العنف في حين حثت وزيرة الخارجية الأمريكية هيلاري كلينتون إلى ضبط النفس. في 30 أبريل 2011 تحدث أوباما إلى الملك البحريني عن طريق الهاتف وقال له ان موقف الولايات المتحدة هو أن المنامة يجب أن تجري إصلاحات سياسية وتحترم «الحقوق العالمية» للشعب البحريني. بعض وسائل الإعلام ذكرت في 21 يوليو 2011 أن إدارة أوباما تدرس بقوة إغلاق قاعدتها البحرية في البحرين التي تستضيف الاسطول الخامس الأمريكي لصالح قاعدة جديدة في الخليج العربي نتيجة حملة القمع وعدم الاستقرار المستمر. صحيفة أوستراليان نقلت عن سياسيين أمريكان مجهولين أن استمرار وجود البحرية الأمريكية في الأرخبيل يعتبر بأنه «دعم ضمني» للنظام وأن حكومة الولايات المتحدة ستعمل على تبديد هذا الانطباع الشعبي من خلال نقل القاعدة من البحرين. نفت واشنطن بسرعة هذه الادعاءات حيث اعتبر المسؤولين في البحرية الأمريكية ووزارة الخارجية هذه التقارير غير دقيقة. بعد الضرب المزعوم نبيل رجب الناشط البارز في مجال حقوق الإنسان في المنامة من قبل قوات الأمن دعت المتحدثة الرسمية باسم وزارة الخارجية الأميركية فيكتوريا نولاند السلطات البحرينية التي انكرت هذا الفعل وقالت أن الشرطة هي من قامت بالإسراع في نقل رجب إلى المستشفى بعدما وجدته مجروحا في الشارع للتحقيق في الحادث. وقالت نولاند: «في حين أن الحقائق المحيطة بالعنف التي جرت فإننا نحث بقوة حكومة البحرين على إجراء تحقيق كامل لتحديد ما إذا كانت هناك استخدام القوة المفرطة من جانب الشرطة» ودعت «جميع المتظاهرين على الامتناع عن أعمال العنف و... الشرطة وقوات الأمن أيضا إلى تجنب الاستخدام المفرط للقوة».
  - ألقى الأستاذ حسين العسكري من جامعة جورج واشنطن باللوم على «قوة اللوبي السعودي في واشنطن» لفشل الحكومة الأمريكية في الدفاع عن المحتجين المطالبين بالديمقراطية في البحرين في عام 2011.
- اليمن: في مكالمة هاتفية مع الملك حمد في 1 مايو 2011 قارن الرئيس علي عبد الله صالح الوضع في البحرين للانتفاضة في اليمن وادعى أنهم كانوا جزءا من «مؤامرات» لزعزعة الاستقرار في المنطقة.

## المنظمات غير الحكومية
أدانت منظمة العفو الدولية وهيومن رايتس ووتش وأطباء من أجل حقوق الإنسان استخدام العنف المفرط ضد المتظاهرين السلميين في البحرين. أصدرت منظمة العفو الدولية في وقت لاحق تقريرا يقول أن قوات الأمن البحرينية قد استخدمت الذخيرة الحية والقوة المفرطة ضد المتظاهرين دون سابق إنذار واعتدوا على الطاقم الطبي الذين كانوا يحاولون مساعدة الجرحى. قال المسعف هاني موافي الذي كان جزءا من فريقهم في البحرين انه عثر على نمط الإصابات المميتة والخطيرة خلال أعمال العنف في فبراير عام 2011 وتبين أن قوات الأمن استخدمت الذخيرة الحية من مسافة قريبة واستهدفت المتظاهرين على ما يبدو في رؤوسهم وصدورهم وبطونهم. أطلقوا الرصاص من العيار المتوسط إلى الكبير من بنادق رفيعة المستوى في 18 فبراير.
أفرجت أطباء من أجل حقوق الإنسان تقريرا في أبريل 2011 بعنوان لا ضرار: دعوة للبحرين لإنهاء الهجمات المنهجية على الأطباء والمرضى التي وثقت الهجمات ضد العاملين في المجال الطبي وانتهاكات المرضى والمعتقلين وأدلة الطب الشرعي للتعذيب في تقرير مفصل لانتهاكات الحياد الطبي بما في ذلك الإساءة إلى الأطباء والمرضى في مستشفى السلمانية الذي تم الاستيلاء عليه من قبل قوات الأمن في 15 مارس 2011. كما وصف التقرير الاستخدام المفرط للحكومة البحرينية للقوة ضد المدنيين بما في ذلك البنادق والأسلحة السريعة والغاز المسيل للدموع. يظهر التقرير انتهاكات البحرين في عام 2011 لتكون من بين الانتهاكات الأكثر تطرفا ضد الحياد الطبي في نصف القرن الماضي. أطباء من أجل حقوق الإنسان جنبا إلى جنب مع غيرها من جماعات حقوق الإنسان دفعت لإلغاء بيع الأسلحة من الولايات المتحدة إلى البحرين بسبب سجلها في انتهاكات حقوق الإنسان.
دعا آفاز للمقاطعة الرياضية ويقارن بين الوضع في البحرين مع الفصل العنصري في جنوب أفريقيا.
أطلقت منظمات في إيران قافلة مساعدات للفت الانتباه إلى القمع في البحرين.
قال المدير العام للجنة الدولية للصليب الأحمر إيف داكور في 10 أغسطس 2011 أن منظمته تراقب الأحداث في البحرين وقلقة للغاية. وأضاف داكور نحن نفعل قصارى جهدنا ليس من أجل الوصول إلى المستشفيات فقط ولكن إلى مراكز الاحتجاز أيضا.

### تقارير حقوق الإنسان
صدر ما لا يقل عن 13 تقرير عن حقوق الإنسان من قبل 18 منظمة مختلفة: منظمة العفو الدولية ومجموعة الأزمات الدولية وأطباء بلا حدود وأطباء من أجل حقوق الإنسان وحقوق الإنسان أولا والشخصيات المستقلة الايرلندية وهيومن رايتس ووتش وحقوق الإنسان بلا حدود ومركز البحرين لحقوق الإنسان وجمعية شباب البحرين لحقوق الإنسان والجمعية البحرينية لحقوق الإنسان واللجنة البحرينية المستقلة لتقصي الحقائق والشبكة العربية لمعلومات حقوق الإنسان وفرونت لاين ديفندرز ومركز الخليج لحقوق الإنسان ومؤشر على الرقابة ودعم وسائل الإعلام الدولية ولجنة كتاب في السجون من نادي القلم الدولي.

## احتجاجات تضامنية
- الهند: بعد صلاة الجمعة أدان المتظاهرين في لكهنؤ المملكة العربية السعودية بعد أن قال مولانا سيد كلب جواد نقوى: «إن القوات السعودية تقتل المدنيين الأبرياء في البحرين فقط لتنظيم مظاهرات مناهضة للحكومة. أناشد لعقد مثل هذا الاحتجاج في أجزاء أخرى من البلاد. يتم قتل المتظاهرين البحرينيين بالرصاص من طائرات الهليكوبتر وأيضا بالغازات السامة. تهدف انتفاضة الشعب لاستعادة الديمقراطية وهي مبررة. ينبغي للمسئولين تمهيد الطريق للديمقراطية». في 26 مارس 2011 نظم الشيعة في مومباي والطلبة البحرينيين الذين يدرسون في الهند مظاهرة احتجاج بعد صلاة الجمعة لإدانة قمعية الأنظمة في البحرين واليمن واستخدامها للقوة ضد المواطنين المسالمين.
- العراق: دعا مقتدى الصدر للاحتجاج في بغداد والبصرة في 16 مارس 2011 لدعم الشعب البحريني وللتنديد وإدانة قتل الثوار الأبرياء والتضامن مع إخواننا في البحرين وينبغي أن يتوقف قتل الأبرياء.
- باكستان: تظاهر المحتجون الذين ينتمون للمنظمات الشيعية ضد الغزو السعودي للبحرين. جرت المظاهرات في إسلام آباد ولاهور وكراتشي وحيدر أباد وملتان وفيصل آباد وكويتا فضلا عن غيرها من المدن الصغيرة. يعتقد المتظاهرون أن الصحوة الإسلامية التي اجتاحت العالم العربي ستصل قريبا باكستان. في مدينة لاهور نظم الشيعة احتجاجا في 29 أبريل 2011 ضد أحكام الإعدام الصادرة بحق أربع رجال أدينوا بقتل اثنين من رجال الشرطة خلال الاحتجاجات.
- السعودية: في بلدية القطيف بالمنطقة الشرقية احتج عدة مئات من السعوديين في 18 مارس 2011 ضد التدخل السعودي ضمن التدخل العسكري الخليجي في البحرين وتجددت الاحتجاجات في أواخر أبريل حسب وسائل الاعلام الإيرانية بعقد النساء السعوديات مسيرة شموع في ليلة 28 أبريل 2011 للتنديد بتصرفات الحكومة البحرينية. استجاب النظام السعودي إلى المسيرات من خلال اعتقال أكثر من 30 ناشطا.
- الولايات المتحدة: سار حوالي 3 آلاف شخص من السفارة السعودية في واشنطن العاصمة إلى البيت الأبيض في 15 أبريل 2011 للاحتجاج على معاملة الحكومة البحرينية للمتظاهرين وعمليات مجلس التعاون الخليجي العسكرية في البحرين وحذر الحكومة الأمريكية تجاه التجاوزات المزعومة لقوات الأمن تضييق الخناق على الاحتجاجات.

## وسائل الإعلام التجارية
ذكرت قناة الجزيرة التي يقع مقرها في قطر أن البحرين تعتبر الدولة الأكثر عرضة للاضطرابات بين الدول العربية في الخليج العربي.
في عمود بتاريخ 14 يونيو 2011 انتقد المراسل المخضرم في صحيفة ذي إندبندنت المتخصص في شئون الشرق الأوسط روبرت فيسك السلطات البحرينية والسعودية بشأن معاملة الاحتجاجات ومحاكمة 48 موظفا طبيا بتهمة التآمر. ادعى أيضا أن الحكومة البحرينية لم تدع المملكة العربية السعودية لارسال قوات واقترح أن تسمى ب«البحرين المحتلة» قال أن الأرخبيل هو بحكم الأمر الواقع تحت الإدارة السعودية وأن الحكومة البحرينية يتوجب عليها الامتثال لأوامر الرياض فقط. حاولت الحكومة البحرينية رفع دعوى قضائية ضد روبرت فيسك ولكن فشلت. ومع ذلك تم رفع دعوى ضد فيسك بنجاح من قبل وزير الداخلية في المملكة العربية السعودية الأمير نايف بن عبد العزيز آل سعود في 4 أغسطس بداعي التشهير.

## الرياضة
دعا المحتجون إلى مقاطعة نسخة عام 2011 من سباق جائزة البحرين الكبرى مقارنة بمقاطعة الفعاليات الرياضية في جنوب أفريقيا.
في 17 فبراير 2011 تم الإعلان عن أن الجولة الثانية من سلسلة جي بي 2 آسيا الذي كان من المقرر عقده في حلبة البحرين الدولية خلال الفترة من 17 إلى 19 فبراير ألغي بسبب مخاوف الأمن والسلامة المحيطة بالاحتجاجات. في 21 فبراير تم تأجيل السباق إلى 13 مارس ثم ألغي بسبب نفس المخاوف.
في 23 يونيو 2011 واجه الاتحاد البحريني لكرة القدم لتجميد عضويته في الاتحاد الدولي لكرة القدم (الفيفا) بخصوص إدخال شئون سياسية في مسائل كرة القدم. طلب الفيفا الحصول على معلومات من لاعبي كرة القدم المعتقلين والمحكوم عليهم بالسجن.
على الرغم من الضغط السياسي على بيرني إكليستون فإن سباق الجائزة الكبرى أقيم في موعده في عام 2012.

## الدين
في بداية الاحتجاجات دعا الداعية الإسلامي المصري يوسف القرضاوي من مقره في قطر لإزالة جذور الظلم ضد الأغلبية الشيعية ليكونوا مواطنين حقيقيين لبلدهم. بعد مرور عدة أيام انتقد المتظاهرون بسبب طئفنة الاحتجاجات وذلك بعدما رفعت صور المرشد الأعلى للثورة الإسلامية علي خامنئي وأمين عام حزب الله اللبناني حسن نصر الله وقال أن الاحتجاجات كانت غير مدعومة من قبل السنة في البحرين وبالتالي فإنها غير صالحة. تحدث عن صداقته مع عائلة آل خليفة الحاكمة وأشاد بالملك حمد بن عيسى آل خليفة مدعيا أن «الشيعة هاجموا السنة واستولوا على مساجدهم واستخدموا الأسلحة تماما مثل مثيري الشغب في اليمن ومصر».
بينما بعض رجال الدين الشيعة مثل العراقي علي الحسيني السيستاني دعا المتظاهرين إلى ضبط النفس فقد شجع رجال الدين الشيعة الإيرانيين المعارضة لمواصلة مقاومتهم ضد النظام. قال حسين وحيد الخراساني أنه يجب على جميع المسلمين دعم المحتجين البحرينيين و«إن القمع الحالي في البحرين... ليس فقط على الشيعة فقط بل واقع على جميع المسلمين في البحرين».

## الاقتصاد
تراجعت مؤشرات الأسهم في السوق المالية الإقليمية في 20 فبراير 2011 بسبب القلق من انتشار عدم الاستقرار. واصل سوق الأسهم في الانخفاض عندما سد المتظاهرين الطريق إلى مرفأ البحرين المالي وهو المركز المالي الرئيسي في البلاد من أجل إضعاف الاقتصاد وضمان أن أولئك الذين لم يشاركوا في الاحتجاجات بما في ذلك المغتربين لن يتمكنوا من الذهاب إلى العمل. نتيجة لذلك وصف الاقتصاد الوطني بالخاسر الأكبر من تصاعد التوترات. انتقد ناشط من المعارضة الأضرار التي لحقت بالاقتصاد قائلا إن هذا الحصار تم من قبل مجموعة صغيرة وليست شعبية.

## عمليات الإجلاء وتحذيرات السفر
في 3 فبراير أعلنت السفارة البريطانية أنها على علم بخطط احتجاجات يوم 14 فبراير لكنها لم تنصح المواطنين البريطانيين إلى اتخاذ أي خطوات خاصة بل طلبت منهم «الحفاظ على مستوى عال من الوعي الأمني» و«تجنب التجمعات الكبيرة والحشود والمظاهرات حيث أن عددا منها قد يتحول إلى العنف». بعد اتساع نطاق الاحتجاجات وأعمال العنف تم إغلاق السفارة حتى إشعار آخر وإصدار بيان تحذيري من السفر إلى البحرين. في 17 مارس نصح المواطنين البريطانيين بمغادرة البحرين كما استأجرت الحكومة الطائرات لإجلاء مواطنيها. حثت وزارة الخارجية البريطانية مواطنيها على شراء تذاكر السفر على الخطوط الجوية التجارية لمغادرة البلاد إذا أمكن ذلك.
سحبت شركات انسحب انفوسيس وخدمات تاتا للاستشارات وشركة ويبرو وشركات تكنولوجيا المعلومات الهندية موظفيهم من البحرين بعد إعلان حالة الطوارئ لمدة ثلاثة أشهر .